# Jennifer Larmore
Jennifer Larmore (Atlanta, 21 de junio de 1958) es una mezzosoprano de coloratura estadounidense.

## Biografía
Estudió en Westminster Choir College de Nueva Jersey tomando clases con John Bullock y Regina Resnik. 
Debutó en Niza interpretando el papel de Sesto en La clemenza di Tito de Mozart. En 1988 actuó como Rosina en El barbero de Sevilla de Rossini en Estrasburgo, y conquistó este personaje que ha cantado en la mayoría de los grandes auditorios líricas de Europa y América. En 1995 en el Metropolitan Opera de Nueva York y en 1997 en el Teatro Colón de Buenos Aires, en donde además cantó L'italiana en Algeri y Elisabetta, regina d'Inghilterra en otras temporadas.
Incorpora otros papeles del bel canto como La Cenicienta, La italiana en Argel, Romeo de Bellini. Del barroco y ópera temprana como Orfeo y Giulio Cesare de Händel. En la Ópera de San Francisco en 2008 cantó Fricka de El anillo del nibelungo de Wagner dirigida por Donald Runnicles.
Su repertorio incluye obras de Mahler, Schoenberg, Mozart, Falla, Debussy, Berlioz y Barber.

## Premios y reconocimientos
- Richard Tucker Award
- Premio Grammophon a la mejor ópera barroca por Giulio Cesare dirigido por René Jacobs.
- Ha obtenido siete nominaciones a los Premios Grammy.
- Cantó en los Juegos Olímpicos de Atlanta 1996, en su ciudad natal.
- En 2002 fue nombrada Chevalier de l'Ordre des Arts et des Lettres.

## Discografía selecta
- Bellini: I Capuleti e i Montecchi, Donald Runnicles.

- Bizet: Carmen (Carmen), Giuseppe Sinopoli.

- Monteverdi: L'incoronazione di Poppea (Ottavia), René Jacobs.

- Monteverdi: Orfeo (Messaggiera), Concerto Vocale, René Jacobs.

- Handel: Giulio Cesare (Giulio Cesare), René Jacobs.

- Humperdinck: Hänsel und Gretel, Donald Runnicles.

- Gluck: Orfeo ed Euridice (Orfeo), Donald Runnicles.

- Pacini: Carlo di Borgogna, David Parry.

- Rossini: Il barbiere di Siviglia (Rosina), Jesús López Cobos.

- Rossini: La Cenerentola (Cenerentola), Carlo Rizzi.

- Rossini: L'italiana in Algeri (Isabella), Jesús López Cobos.

- Rossini: Elisabetta regina d'Inghilterra (Elisabetta), Giuliano Carella.

- Rossini: Semiramide (Arsace), Ion Marin.

- Schönberg: Gurrelieder (Paloma del bosque), Giuseppe Sinopoli.

- Verdi: Rigoletto, Carlo Rizzi.

- Vivaldi: Orlando furioso (Alcina), Jean Spinosi.

- Whither shall I fly?: arias de Handel y Mozart, Jesús López Cobos.

- Call Me Mister: Mozart, Meyerbeer, Chaikovski, Rossini, Bellini. Carlo Rizzi.

- My Native Land: American songs by Ives, Heggie, Copland, Barber, Hoiby, etc., con Antoine Palloc al piano. (Teldec).